# 富士見工業団地
富士見工業団地（ふじみこうぎょうだんち）は、埼玉県川越市、坂戸市、鶴ヶ島市にまたがる工業団地。
東武東上線若葉駅東口前から真っ直ぐに伸びる若葉台通りを１キロほど進んだ左右両側に、工場などが立ち並んでいる。それぞれの土地は、ほぼきれいな四角形になるように道が敷かれている。この土地は、旧陸軍坂戸飛行場跡地などである。

## 立地している主な企業
- 平和食品工業株式会社坂戸工場
- 新流通倉庫株式会社
- 株式会社愛光
- 三島食品株式会社関東工場
- 明治菓子開発研究所（旧・パイオニア株式会社総合研究所跡）
- パイオニアファインテック株式会社
- 三菱食品坂戸酒類DC
- 不二エレクトロニクス株式会社
- オムロンプレシジョンテクノロジー
- 共同印刷鶴ヶ島工場
- 関水金属埼玉工場
- タムラ製作所
- 東洋インキ埼玉製造所
- 日本コンラックス
- 武州製薬
- 明治坂戸工場（旧明治製菓関東工場、食料総合研究所併設）
- 株式会社 日東
- 日本光電工業鶴ヶ島事業所
- 日立ドキュメントソリューションズ
- 武州ガス
- 株式会社オプトラン
- 株式会社奥井組